# ジディオン
ジディオン（JiDion）ことジドン・アダムズ（Jidon Adams, 2000年12月12日 - ）は、アメリカ合衆国テキサス州ヒューストン出身のYouTuber、元Twitchストリーマー。

## 経歴
2018年からYouTubeに投稿を始める。様々なスポーツを観戦に訪れ、客席で派手なパフォーマンスをするスタイルが人気を博した。ハーバード大学にも度々出現していたが、2022年3月に講義を妨害しようとしたと見なされ出入り禁止となった。また、同年7月にはウィンブルドン選手権の観戦に訪れるも、ノバク・ジョコビッチ対ヤニック・シナーの準々決勝の試合中に客席で大声を出し続けていた結果、警備員によって退場させられた。
かつてはTwitchで配信も行っていたが、他の配信者のチャット欄に嫌がらせのコメントを送ることを自身の視聴者に指示するなどの問題行動によって2022年1月にアカウントを停止され、永久追放処分を受けた。ポキメインなどが実際に被害を受けている。

## 人物
ジディオンの人気コンテンツの一つとして、スポーツ観戦中に美容師に髪を切ってもらう動画がある。2022年3月にNBAのダラス・マーベリックス対ミネソタ・ティンバーウルブズの試合にて、コートサイドの最前列の席で初披露し、この動画は1000万回以上再生された。しかし、同年9月に全米オープンで同様のことを行った際は退場させられ、出入り禁止処分を受けている。
NBA選手であるデマーカス・カズンズの熱狂的なファンとして知られる。普段の動画でも自らを「DeMarcus Cousins III（カズンズの孫）」と称し、体にはカズンズと全く同じタトゥーを入れている。2021年12月10日に当時カズンズが所属していたミルウォーキー・バックスの試合を観戦した際に対面を果たし、記念撮影とサインの入手に成功した。